# Yūji Sakamoto
Pour les articles homonymes, voir Sakamoto.
 (août 2024).
La mise en forme du texte ne suit pas les recommandations de Wikipédia : il faut le « wikifier ».
Les points d'amélioration suivants sont les cas les plus fréquents. Le détail des points à revoir est peut-être précisé sur la page de discussion.
- Les titres sont pré-formatés par le logiciel. Ils ne sont ni en capitales, ni en gras.
- Le texte ne doit pas être écrit en capitales (les noms de famille non plus), ni en gras, ni en italique, ni en « petit »…
- Le gras n'est utilisé que pour surligner le titre de l'article dans l'introduction, une seule fois.
- L'italique est rarement utilisé : mots en langue étrangère, titres d'œuvres, noms de bateaux, etc.
- Les citations ne sont pas en italique mais en corps de texte normal. Elles sont entourées par des guillemets français : « et ».
- Les listes à puces sont à éviter, des paragraphes rédigés étant largement préférés. Les tableaux sont à réserver à la présentation de données structurées (résultats, etc.).
- Les appels de note de bas de page (petits chiffres en exposant, introduits par l'outil «  Source ») sont à placer entre la fin de phrase et le point final[comme ça].
- Les liens internes (vers d'autres articles de Wikipédia) sont à choisir avec parcimonie. Créez des liens vers des articles approfondissant le sujet. Les termes génériques sans rapport avec le sujet sont à éviter, ainsi que les répétitions de liens vers un même terme.
- Les liens externes sont à placer uniquement dans une section « Liens externes », à la fin de l'article. Ces liens sont à choisir avec parcimonie suivant les règles définies. Si un lien sert de source à l'article, son insertion dans le texte est à faire par les notes de bas de page.
- La présentation des références doit suivre les conventions bibliographiques. Il est recommandé d'utiliser les modèles {{Ouvrage}}, {{Chapitre}}, {{Article}}, {{Lien web}} et/ou {{Bibliographie}}. Le mode d'édition visuel peut mettre en forme automatiquement les références.
- Insérer une infobox (cadre d'informations à droite) n'est pas obligatoire pour parachever la mise en page.

Pour une aide détaillée, merci de consulter Aide:Wikification.
Si vous pensez que ces points ont été résolus, vous pouvez retirer ce bandeau et améliorer la mise en forme d'un autre article.
 (août 2024).
Le contenu est difficilement compréhensible vu les erreurs de traduction, qui sont peut-être dues à l'utilisation d'un logiciel de traduction automatique.
Yūji Sakamoto (坂元裕二, Sakamoto Yūji), né le 12 mai 1967 à Osaka, est un scénariste, parolier et dramaturge japonais.

## Biographie
Yūji Sakamoto est né le 12 mai 1967 à Osaka,.
À l'âge de 19 ans, il a remporté le 1er prix Fuji TV Young Scenario. À l'âge de 23 ans, il écrit le scénario de Tokyo Love Story. En 1996, il a écrit le scénario du jeu audio Dreamcast Real Sound: Kaze no Regret avec Kenji Eno. Ce jeu a été spécialement développé pour les joueurs aveugles et malvoyants,. Il a écrit les scénarios de nombreux feuilletons télévisés japonais populaires, notamment Our Textbook, Still, Life Goes On, Matrimonial Chaos, Mother, Woman, The Best Divorce et Quartet. Plusieurs de ses œuvres ont été reprises dans des productions internationales. Ses œuvres récentes incluent Anone, My Dear Exes et Love with a Case. Sa filmographie comprend We Made a Beautiful Bouquet (2021), avec Masaki Suda et Kasumi Arimura. Sakamoto a écrit le scénario du film Monster (2023) de Hirokazu Kore-eda. C'était la première fois depuis son premier long métrage Maborosi (1995) que Kore-eda n'était pas responsable du scénario. Les deux hommes avaient exprimé un respect mutuel pour le travail de l'autre et avaient fréquenté la même école lorsqu'ils étaient plus jeunes. Monster a été présenté en avant-première au Festival de Cannes 2023 où Sakamoto a remporté le prix du meilleur scénario.
En avril 2016, il a été nommé professeur à l'École supérieure de cinéma et de nouveaux médias de l'Université des arts de Tokyo.
En avril 2023, Sakamoto a reçu une médaille d'honneur avec ruban violet et en mai 2023, il a remporté le prix du meilleur scénario au Festival de Cannes pour Monster.
Sakomoto a écrit et produit In Love and Deep Water pour Netflix, et le film est sorti en 2023. Lui et Netflix ont signé un accord de collaboration de cinq ans en juin 2023.
En 1998, il épouse l'actrice Yōko Moriguchi.

## Filmographie
| Année | Titre                            | Réalisateur         | Remarques |
| ----- | -------------------------------- | ------------------- | --------- |
| 1996  | Yuri                             | Yūji Sakamoto       |           |
| 1998  | Tokyo Eyes                       | Jean-Pierre Limosin |           |
| 2004  | Sekai no chūshin de, ai o sakebu | Isao Yukisada       |           |
| 2005  | Gimī hebun                       | Tōru Matsuura       |           |
| 2007  | Saiyūki                          | Kensaku Sawada      |           |
| 2021  | We Made a Beautiful Bouquet      | Nobuhiro Doi        |           |
| 2023  | L'Innocence                      | Hirokazu Kore-eda   |           |
| 2023  | In Love and Deep Water           | Yūsuke Taki         |           |